# よみうり
株式会社よみうりは、かつて存在した日本のコングロマリット（プロ野球球団運営会社・新聞社・不動産会社）である。読売新聞社の子会社であり、本社は東京都千代田区にあった。以下の営業部門が設けられていた。

## 営業していた部門
※2002年6月時点。
- 東京読売巨人軍…プロ野球球団「読売ジャイアンツ」の運営[1]
- 読売新聞西部本社…『読売新聞』の九州地区・山口県・島根県の一部における発行事業[1]
- 読売新聞中部本社（旧:中部読売新聞社）…『読売新聞』[2]、『スポーツ報知』[3]両新聞の東海3県（三重県の一部除く）における発行事業[1]
- 不動産管理部門…読売会館の所有管理。

## 歴史

### プロ野球球団としての創業
1934年12月26日にプロ野球球団大日本東京野球倶楽部（だいにっぽんとうきょうやきゅうくらぶ。のちの東京巨人軍→東京読売巨人軍／読売ジャイアンツ）を運営する「株式会社大日本東京野球倶楽部」として設立された。
創設者は、読売新聞社社長の正力松太郎だったが、同社の子会社ではなく、京成電気軌道を筆頭に、東京芝浦電気・目黒蒲田電鉄・阪神電気鉄道・吉本興業などが株主として名を連ねており、読売新聞社の名は上位大株主にはなかった。経営陣は、代表取締役が大隈信常、取締役が正力、庄田良、後藤圀彦（後藤国彦）、市岡忠男、林正之助らであった。
1944年11月10日、第二次世界大戦の戦局悪化に伴い球団を解散、休眠会社となる。

### たび重なる球団運営体制の変遷
1945年11月の国内プロ野球活動再開に伴い、東京巨人軍の運営会社として再開するが、1946年8月9日より読売新聞社の運営となる。1947年に読売新聞社が全面的に株式を買収。同年2月15日に「読売興業株式会社」（よみうりこうぎょう）へ商号（社名）を変更し、巨人軍は同社野球部となる。1950年1月25日に巨人軍（野球部）を分社化し「株式会社読売巨人軍」（よみうりきょじんぐん）を設立するも、わずか1年2ヶ月後の1951年3月30日で解散し、読売興業に再移行している。

### 新聞事業の進出・不動産会社の吸収

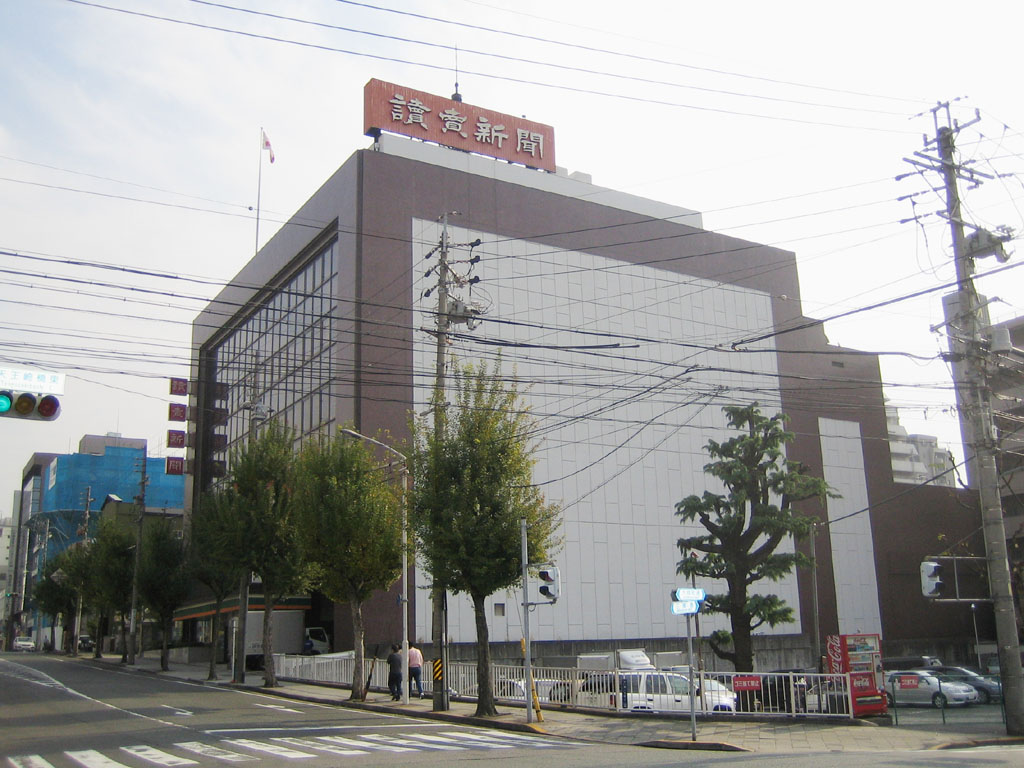
読売新聞中部支社（2017年までの社屋）。2002年6月までは株式会社よみうり 読売新聞中部本社だった

1963年には福岡県北九州市で当社が一部門として読売新聞西部本社を発足させ、1964年9月23日に読売新聞西部版を九州地域・山口県・島根県の一部向けに創刊した。更に千代田区有楽町の読売会館を運営するビル管理会社・読売会館を吸収合併。巨人軍（野球部）、新聞発行、不動産管理の3本柱による複合企業となる。
また、1988年6月1日には経営不振だった中部読売新聞社（愛知県名古屋市に本社を置き、三重県の一部を除く東海3県向けに中部読売新聞、報知スポーツを発行していた会社）を合併吸収し、新たな部門として読売新聞中部本社を発足した。これらは広義のフランチャイズ契約とほぼ同じだった。

### 社名変更→会社再編に伴う消滅
1992年6月22日に、社名を「読売興業」から「よみうり」に改めたが、2002年7月1日に、読売新聞社（東京本社）、大阪読売新聞社（大阪本社）と経営統合した上で持株会社へ移行し読売新聞グループ本社として再スタートを切り、よみうりが管轄していたジャイアンツ（野球部）は「株式会社読売巨人軍」（第2期）として、また新聞発行部門の中部本社は企業分割をした株式会社読売新聞東京本社の中部支社に格下げ。西部本社は株式会社読売新聞西部本社に企業分割を行った。

#### 会社再編のあらまし
2002年以降のグループ再編によって、「よみうり」社は事業ごとに分割されて消滅した。ここに改めて整理。
- 統括機能→株式会社読売新聞グループ本社に合併。
- 読売ジャイアンツ→再独立（株式会社読売巨人軍）させグループ本社に全株割り当て。
- 読売新聞西部本社→単独法人化させグループ本社に全株割り当て。
- 読売新聞中部本社→株式会社読売新聞東京本社に承継させ、同社の支社に格下げ。
- 不動産分野→読売会館は読売不動産、読売銀座ビル（旧読売新聞東京本社ビル跡地に建設）は株式会社プランタン銀座（現・マロニエゲート）に承継。

## 関連会社
- スポーツ報知西部本社…福岡県に本社を置き、九州地方と山口県でスポーツ報知の発行を手掛ける会社。1997年11月に当社の出資により設立された。2002年7月の読売グループ再編に伴い、読売新聞西部本社の子会社となる。

## 備考
当社が運営していた頃の読売ジャイアンツについて、プロ野球名鑑内球団情報で会社名が掲載される場合、正式商号である「読売興業株式会社」「株式会社よみうり」と表記される場合があれば、運営部門名を含めた「株式会社よみうり 東京読売巨人軍」と表記される場合や、単に「東京読売巨人軍」とだけ表記される場合もあった。

## 参考資料
- 巨人軍ヒストリー（『読売ぶっくれっと』No.27。2001年、読売新聞社発行）ISBN 4643010150
  - 年表（P68-95にかけて掲載。当書籍自体は右開きだが、年表のみ左開きに掲載。それに対応したページ番号が、右開きとしてのページ番号と併記されている）。
- 『週刊ベースボール』バックナンバー（プロ野球選手名鑑号。ベースボール・マガジン社発行）
- 『プロ野球12球団全選手百科名鑑』→『12球団全選手カラー百科名鑑』シリーズ（日本スポーツ出版社発行）
  - '98プロ野球12球団全選手百科名鑑（『ホームラン』1998年3月号増刊）
  - 12球団全選手カラー百科名鑑2000（『ホームラン』2000年3月号増刊）
  - 12球団全選手カラー百科名鑑2002（『ホームラン』2002年3月号増刊）
- プロ野球ニュースイヤーブック選手名鑑'99（編：フジテレビ「プロ野球ニュース」。1999年3月5日、ザ・マサダ発行）ISBN 4915977811